# Цехоцький Сергій Всеволодович
Сергі́й Все́володович Цехоцький  (нар. 20 вересня 1967, м. Бердичів, Житомирська область, Українська РСР, СРСР) — український військовослужбовець, підполковник Збройних сил України, учасник російсько-української війни.

## Життєпис
Народився 20 вересня 1967 року в м. Бердичів, Житомирської області. Батько працював у колгоспі. Мати — домогосподарка. В сім'ї було троє дітей.
1984 року вступив у Сімферопольське вище військово-політичне будівельне училище. Після його закінчення служив у Московському військовому окрузі. Після проголошення Україною незалежності перевівся до Збройних Сил України.
1996 року звільнився з війська і став працювати проректором Академії управління у Сімферополі. Після її закриття почав займатися бізнесом. 
1998 року відкрив приватне підприємство з виготовлення морозива. 
З 2003 року займався торгівлею зерном.
2012 року перебуваючи на посаді директора ТОВ "Спільне Українсько-Литовське підприємство "ЛУКАТ" балотувався до Верховної Ради України на виборчому окрузі 63 як самовисуванець. 
2013 року здобув науковий ступінь магістра за спеціальністю «Право» у Хмельницькому університет управління та права.

### Російсько-українська війна
Під час початку російсько-української війни проживав у Криму і був членом Української республіканської партії
24 лютого 2022 року повернувся до лав ЗСУ у склад 59-ї окремої мотопіхотної бригади на посаду начальника відділення комунікації.
З грудня 2024 року Цехоцький служить у структурі Сил безпілотних систем.

## Сім'я
З 1987 року одружений з Аріною Цехоцькою, яка працює в торговельній сфері. Має доньку Юлію (1988 р.н.). Вона мешкає у Лондоні і працює і місцевому кансілі юристом. 29-річний син Олександр - військовий юрист. Має двох онуків.